# She’s the Sun
A She’s the Sun a német Scooter együttes 2000-ben megjelent második kislemeze a Sheffield című albumukról. A szám nem a megszokott stílusban készült: szövege líraibb, tempója lassabb, ily módon nem ért el nagyobb sikereket - köszönhetően annak is, hogy már eleve limitált példányszámban adták ki. Bár a dal saját szerzemény, az alapját képező ütemek a Led Zeppelin "When The Levee Breaks" című számából származnak, a dallam pedig távol-keleti jegyeket visel magán.
Érdekes módon a B-oldalra került "Sunrise (Ratty's Inferno)" sokkal sikeresebb lett, olyannyira, hogy ugyanabban az évben átdolgozva és Ratty álnéven kiadták "Sunrise (Here I Am)" címmel.

## Számok listája
A kislemez limitált, 77777 számozott kópiában került kiadásra. A Radio Edit rövidebb, és bizonyos motívumaiban eltér az albumváltozattól.
1. She’s the Sun – 03:44
2. She’s the Sun (Extended) – 04:52
3. Sunrise (Ratty’s Inferno) – 05:39

Ezeken kívül a videoklip is felkerült a lemezre.

### Limited Edition
A számozott példányok közül az első 1500 is különleges, ugyanis azokra felkerült két üzenetrögzítő szöveg is H.P. Baxxtertől, továbbá a CD is eltérő volt, ugyanis a megafon-minta helyett a videoklip egyik jelenetéből kivágott fotó, H.P. és kezében a lány láthatók, azon a részen pedig, ahol nincs rajta adat, a CD-lemez átlátszó.
1. She’s the Sun - 03:44
2. She’s the Sun Extended - 04:52
3. Sunrise (Ratty’s Inferno) - 05:39
4. H.P. For Your Answering Machine 1 - 0:10
5. H.P. For Your Answering Machine 2 - 0:06
6. She's The Sun (Video)

## Közreműködtek
- H.P. Baxxter (a.k.a. The Screaming Lord) (szöveg)
- Rick J. Jordan, Axel Coon (zene)
- Jens Thele (producer)
- Rainer Thiedling / Chopstick Films (fényképek)
- Marc Schilkowski (borítóterv)

## Videoklip
A klipben H.P. Baxxter egy sötét és kihalt városban visz a Földön a kezében egy ájult nőt (aki a Napot szimbolizálja), miközben Rick és Axel már a Földön kívül élő emberiség két befolyásos tagjaként nézik, mi történik a bolygón. H.P. belegázol az óceánba, és beleteszi a vízbe a nőt, minek hatására a bolygó ragyogni kezd, akár a Nap. Érdekesség, hogy a klip forgatása nem ment zökkenőmentesen: H.P. ugyanis nehezen bírta el a kezében a leányzót úgy, hogy közben szövegelnie is kellett és egyenesen néznie. A videoklip elkészítéséhez CGI-technológiát is igénybevettek.